# Куртон-ле-Дёз-Эглиз
Курто́н-ле-Дёз-Эгли́з (фр. Courtonne-les-Deux-Églises) — коммуна во Франции, находится в регионе Нижняя Нормандия. Департамент коммуны — Кальвадос. Входит в состав кантона Орбек. Округ коммуны — Лизьё.
Код INSEE коммуны — 14194.

## Население
Население коммуны на 2010 год составляло 648 человек.
| 1962 | 1968 | 1975 | 1982 | 1990 | 1999 | 2010 |
| ---- | ---- | ---- | ---- | ---- | ---- | ---- |
| 593  | 538  | 487  | 440  | 471  | 541  | 648  |

## Экономика
В 2010 году среди 397 человек трудоспособного возраста (15—64 лет) 294 были экономически активными, 103 — неактивными (показатель активности — 74,1 %, в 1999 году было 70,5 %). Из 294 активных жителей работали 267 человек (150 мужчин и 117 женщин), безработных было 27 (10 мужчин и 17 женщин). Среди 103 неактивных 27 человек были учениками или студентами, 45 — пенсионерами, 31 были неактивными по другим причинам.